# Plica

Figura 1. Parts d'una nota:
1.- Ganxo
2.- Plica
3.- Cap

La plica, en un pentagrama musical, és la línia recta vertical que s'origina en els ovals que formen les notes.

## Descripció
En la música polifònica escrita, la direcció de la plica indica a quina veu pertany cada nota. En la resta de casos la plica segueix la normativa següent: en les notes que es troben per damunt de la línia central del pentagrama, les pliques s'escriuen cap avall i al cantó esquerre de la nota; en el cas que la nota es trobi per sota d'aquesta línia central les pliques s'escriuen cap amunt i al cantó dret de la nota.
Les notes situades en la línia central dirigeixen la plica en funció de les notes adjacents, procurant que el resultat en faciliti la lectura posterior.
Tant els intervals harmònics com els acords utilitzen uns sola plica que anirà situada intentant respectar la normativa ja descrita i facilitar la posterior lectura. Excepcionalment, en els intervals harmònics de segona s'utilitza un plica central, situant la nota greu a l'esquerra d'aquesta i la nota aguda a la seva dreta. La longitud de la plica ha d'ésser aproximadament la mateixa que la distància d'una octava del pentagrama.